# Love Tattoo
Love Tattoo è il secondo album in studio della cantante irlandese Imelda May, pubblicato nel 2008.

## Tracce
1. Johnny Got a Boom Boom – 2:59
2. Feel Me – 2:57
3. Knock 123 – 5:27
4. Wild About My Lovin' – 3:15
5. Big Bad Handsome Man – 2:43
6. Love Tattoo – 2:55
7. Meet You at The Moon – 2:47
8. Smokers' Song – 2:37
9. Smotherin' Me – 2:42
10. Falling in Love With You Again – 4:07
11. It's Your Voodoo Working – 3:12
12. Watcha Gonna Do – 3:42